# غيلس دي ثيردانيا
بلدية غيلس دي ثيردانيا (بالإسبانية: Guils de Cerdaña) هي بلدية تقع في مقاطعة جرندة التابعة لمنطقة كتالونيا شمال شرق إسبانيا.

## الديموغرافيا
بلغ عدد سكان بلدية غيلس دي ثيردانيا 565 نسمة عام 2011 (وفقاً للمعهد الوطني الإسباني للإحصاء).
| 304 | 331 | 338 | 392 | 452 | 479 | 565 |